# Tanjung Lajau
Tanjung Lajau is een bestuurslaag in het regentschap Indragiri Hilir van de provincie Riau, Indonesië. Tanjung Lajau telt 3104 inwoners (volkstelling 2010).